# Han Shaogong
Han Shaogong (kinesiska: 韩少功; pinyin: Hán Shàogōng), född 1 januari 1953 i Hunan, Kina, är en kinesisk författare.
Han Shaogong är en representant för den så kallade Xungen-litteraturen. Han utgår i sina verk ofta från traditionell kinesisk kultur men är också influerad av västerländsk litteratur som Franz Kafka och magisk realism. Hans främsta verk Maqiao, som handlar om några ungdomar som under kulturrevolutionen skickas ut på landsbygden för att skapa ett klasslöst samhälle, utkom i svensk översättning 2009.